# Test d'aptitude aux études de gestion
Le Test d'aptitude aux études de gestion et au management des entreprises, plus connu sous le nom de Tage Mage, est utilisé comme un outil de sélection aux études de gestion et de management. Il est utilisé par une cinquantaine d'établissements et de formations (grandes écoles de commerce, ESC et universités en France) et dans plusieurs pays francophones, afin d'évaluer le niveau des élèves pour l'admission dans les programmes universitaires, les écoles supérieures de commerce ou les cycles de formation permanente.
Le test Tage Mage est organisé par la Fnege ou directement par les écoles et se déroule dans des conditions normales d'examen. Avec ce test de sélection, la Fnege met à la disposition des établissements de gestion un outil qui se veut fiable et objectif d’aide à la sélection des candidats désirant entreprendre ou poursuivre des études de gestion en formation initiale ou continue, en mesurant leurs aptitudes au management.
En tant que test d'aptitude, le Tage Mage ne repose pas sur des connaissances spécifiques (littérature, droit, histoire, économie...) mais sur des aptitudes générales en mathématiques, linguistique et logique. Il permet ainsi de sélectionner des candidats de formations diverses. Environ seize mille candidats passent, chaque année, le Tage Mage.

Le Tage Mage (GMAT dans les pays anglophones) en tant que "Standardized test" produit une mesure du quotient intellectuelle, et permet donc une prédiction de la performance dans le monde professionnel.

## Histoire
Le Tage Mage a été créé en 1996 par la Fnege.
Il résulte de la fusion de deux tests d'aptitude :
- le Tage, géré par la Fnege et régulièrement utilisé par une quinzaine d'institutions universitaires et consulaires dans le cadre de la sélection de candidats à des filières de 2e et 3e cycles.
- le Mage, développé par EM Lyon et utilisé dans les grandes écoles de gestion membres du Centre international d'admission aux études de management (Ciam).

## Présentation
Présenté sous forme de QCM, le test Tage Mage mesure trois catégories d’aptitudes :
- les aptitudes verbales,
- les aptitudes à la résolution de problèmes et au maniement des données chiffrées,
- les aptitudes au raisonnement logique grâce à deux épreuves testant les capacités de raisonnement inférentiel, inductif et déductif.

Il n'est possible de passer le test qu'une fois par semestre, donc deux fois par an, et le test reste valable deux années civiles.

## Déroulement de l'épreuve
- Le candidat doit se présenter quinze minutes avant le début de l'épreuve. Il lui est demandé de sortir une pièce d'identité, de signer le registre et de demeurer dans la salle jusqu'à la fin de l'épreuve. Remplir ces conditions équivaut à épuiser un droit de passage au TAGE MAGE. Le candidat trouve à sa place le cahier de test auquel est joint la feuille de réponse. Ne sont autorisés sur la table ni calculatrice, ni brouillon, ni téléphone etc[6].

- L'équipe de surveillants qui encadre l'examen a pour instruction de considérer toute forme de communication ou de comportement susceptible de troubler le déroulement du test comme éliminatoire. Avant chaque commencement de sous-test est faite une lecture commune de la consigne[6].

- Une fois une section terminée, il est formellement interdit au candidat de revenir dessus tout comme de prendre de l'avance sur une autre section[6].

## Sous-épreuves
Le Tage Mage est composé de six sous-épreuves différentes et complémentaires qui permettent de tester les aptitudes des candidats au management. Chaque épreuve durant vingt minutes, le test dure deux heures et trente minutes en totalité. Sous la forme d'un QCM, le test comporte quinze questions pour chaque sous-épreuve, soit un total de quatre-vingt-dix questions. À chaque question, le candidat est soumis à un choix de cinq réponses possibles et une seule de ces réponses est exacte.
Le Tage Mage est divisé en six sous-épreuves de vingt minutes :
- Sous-épreuve 1 : compréhension de textes. L'épreuve Compréhension d'un texte écrit évalue, en temps limité, la compétence de lecture dans ses différents aspects. En effet, une bonne lecture ne se limite pas à une réception passive du texte mais comporte un travail actif d'appropriation des contenus : analyse, synthèse, approche critique... Cette épreuve teste donc, notamment, la capacité du candidat à maîtriser le processus complexe de la lecture en ce qui concerne : le repérage d'informations ; l'identification des faits et des opinions concernant ces faits ; le regroupement d'informations relevant d'une même chaîne argumentative ; l'évaluation de la posture intellectuelle de l'auteur par rapport au sujet qu'il traite ; la capacité à synthétiser l'essentiel du texte sans le trahir.
- Sous-épreuve 2 : calcul. Cette épreuve évalue la maîtrise de connaissances simples dans les domaines de l'arithmétique, de la géométrie et de l'algèbre. Les notions mathématiques concernées relèvent du niveau de la classe de troisième et la plupart des questions sont écrites en langage courant. La difficulté principale consiste alors à mettre en forme les données de l'énoncé, en particulier sous forme d'équations, afin de pouvoir résoudre le problème posé. Le sous-test mesure ainsi une double compétence. La première est la maîtrise d'un minimum de savoirs mathématiques élémentaires. La deuxième, plus importante, est la capacité à formuler, sous forme mathématique, un problème énoncé en langage courant.
- Sous-épreuve 3 : raisonnement et argumentation. L'épreuve de raisonnement évalue les capacités de raisonnement et de jugement par rapport à des situations de la vie quotidienne ou des opinions défendues dans les médias. Le sous-test ne nécessite pas de connaissances approfondies des principes fondamentaux de la logique formelle. Il fait plutôt appel à la logique naturelle qui s'exprime parfois à travers un raisonnement mais aussi à travers un jugement. En conséquence, les questions présentent des situations-problèmes dans un contexte problématique parfois flou ou parfois très explicite. Dans le deuxième cas, un raisonnement inductif ou déductif formel classique amène à une solution unique. Dans le premier cas, le candidat doit, au contraire, choisir parmi les cinq réponses proposées celle qui convient le mieux. Il s’agit ici d'une situation de prise de décision proche de la réalité quotidienne.
- Sous-épreuve 4 : conditions minimales. L'épreuve fait appel aux mêmes champs de compétence que l'épreuve de calcul, la différence se situant au niveau de la formulation des énoncés. Plus précisément, chacun des énoncés de cette épreuve comprend des informations initiales qui, à elles seules, ne permettent pas de répondre à la question, et deux informations supplémentaires notées (1) et (2). Le candidat doit alors extraire les informations pertinentes, c'est-à-dire déterminer si les informations (1) et (2) sont nécessaires et suffisantes, et inhiber les informations non pertinentes, c'est-à-dire déterminer si les informations (1) et (2) sont inutiles pour trouver la solution. En conclusion, l'épreuve Conditions Minimales mesure les capacités de raisonnement formel, d'extraction de données pertinentes et d'inhibition de données non-pertinentes. Elle contrôle ainsi la capacité du candidat à analyser la pertinence des informations en vue de la résolution d'un problème.
- Sous-épreuve 5 : expression. L'épreuve Expression a pour objectif de tester trois types de compétences mises à l'œuvre dans les diverses formes de l'expression : la capacité à distinguer la conformité de son message aux usages acceptés par la communauté linguistique ; la capacité à synthétiser et reformuler les messages auxquels nous sommes exposés pour mémoriser ou réutiliser les informations ; la capacité à entrer dans la cohérence du discours d'un interlocuteur pour le compléter. Un tiers des questions vise à vérifier l'aptitude à percevoir et à corriger les maladresses usuelles contenues dans des messages brefs. Un autre tiers porte sur la capacité de reformulation, compétence constamment utilisée dans la pratique langagière. Enfin, le troisième tiers de l'épreuve évalue la capacité à percevoir la cohérence d'un discours et à anticiper sur la formulation de celui qui parle.
- Sous-épreuve 6 : logique. L'épreuve de logique est une épreuve de logique catégorielle ou de catégorisation de données spatiales et numériques. La catégorisation est une activité qui repose sur la capacité à regrouper des informations selon un critère commun. Face à un ensemble d’informations, le candidat doit extraire leur critère commun et exclure les critères qui les différencient. Tout comme l'épreuve Conditions Minimales, cette épreuve fait appel aux capacités d’extraction et d’inhibition d'informations mais ne présente aucune difficulté de mathématique. Les données manipulées sont numériques ou spatiales. Pour les catégories numériques, il s’agit d'une épreuve d'intersection de nombres dans laquelle le candidat doit extraire le paramètre commun à deux séries de nombres. La détermination des catégories spatiales fait appel, quant à elle, à des connaissances géométriques et arithmétiques très élémentaires, la difficulté provenant du nombre de paramètres à extraire. En conclusion, l'épreuve Logique mesure la capacité à extraire un ou plusieurs paramètres communs dans une ou plusieurs séries d'informations.

## Score et notation
Pour chaque question, cinq réponses sont proposées. Une seule réponse est juste. Toute mauvaise réponse est sanctionnée. L'absence de réponse ne retire pas de point.
Le score total s'échelonne de -150 à 600 points.
Bonne réponse : +4 points. Mauvaise réponse : -1 point. Absence de réponse ou réponses multiples : 0 point. Le candidat obtient donc un score sur 360 qu'il convient de multiplier par 5/3 afin d'obtenir un score final sur 600.
Les scores sont détaillés par catégorie d'aptitudes (aptitudes verbales, résolution de problèmes et raisonnement logique).
Chaque candidat consulte ses résultats à partir de son compte Internet dix à quinze jours après la date de passation du test. Il peut les utiliser dans l'ensemble des établissements exigeant le test, mais les résultats peuvent être utilisés en complément d'autres procédures de sélection définies par les écoles : dossiers, tests de connaissances, présentation d'un mémoire, entretiens.